# Lagune von Lagos
Die Lagune von Lagos ist eine der großen Lagunen im Golf von Guinea im Staat Nigeria.

## Beschreibung
Die Lagune hat eine maximale Länge von 60 Kilometern und einer maximale Breite von 15 Kilometern. Sie ist über eine 25 Kilometer lange Lagune („Lagune von Epe“) mit der Lagune von Lekki verbunden.
Lagos, die größte Stadt Nigerias, erstreckt sich im Westen und Süden der Lagune. Die mehr als zehn Kilometer lange Third Mainland Bridge ist eine Umgehungsstraße, die am Westrand der Lagune errichtet wurde.
Die Lagune ist durchschnittlich weniger als zwei Meter tief, brackig, hat eine Wassertemperatur um die 30 °C und enthält viele pathogene Bakterien und Mikroorganismen.

## Ökologie
In der Lagune mit ihren Sümpfen und Mangroven wird eine umfangreiche Aquakultur betrieben. Sie ist von Regenwald und Kokospalmen-Hainen umgeben.

## Infrastruktur
Der Hafen von Lagos und sein Zugang zum Golf von Guinea werden immer wieder ausgebaggert und durch Molen vor Versandung geschützt.